# Het Hogeland
Het Hogeland è una municipalità dei Paesi Bassi di 49 434 abitanti situata nella provincia della Groninga. Costituita il 1º gennaio 2019, il suo territorio è stato formato dalla fusione delle municipalità di Bedum, De Marne, Eemsmond e parte di quello di Winsum, il cui centro abitato ne è diventato il capoluogo. Vista la vastità del territorio, uffici comunali si trovano, oltre che nel capoluogo, anche a Bedum, Leens, e Uithuizen.
È considerato il comune più settentrionale dei Paesi Bassi, contenendo nel suo territorio sia il punto più a Nord in assoluto (situato sull'isola di Rottumerplaat) sia il punto più a Nord sulla terraferma (situato nei pressi dell'abitato di Roodeschool). Oltre alla già citata isola di Rottumerplaat, fanno parte del territorio comunale anche le isole di Rottumeroog, Zuiderduintjes e Simonszand.

## Monumenti e luoghi d'interesse
- Eemshaven, porto sull'estuario del fiume Eems
- Menkemaborg, castello nel villaggio di Uithuizen